# 三井物産爆破事件
三井物産爆破事件（みついぶっさんばくはじけん）とは、1974年（昭和49年）10月14日に東京都港区で発生した、東アジア反日武装戦線「大地の牙」グループによる爆弾テロ事件。連続企業爆破事件の一つである。

## 標的の来歴
標的となった三井物産は、かつての三井財閥の中核企業で、1ヶ月前にテロを受けた三菱重工業などとともに戦前の日本を経済的に支えていた旧財閥系企業の一社である。
東アジア反日武装戦線は、三井物産も三菱重工業と同様の「犯罪企業」として、テロの標的とした。

## 事件の概要
東アジア反日武装戦線「狼」グループは、1974年8月30日に三菱重工爆破事件を起こしたが、想定外の死傷者を出してしまったことで意気消沈していた。ところが、齋藤和が率いる「大地の牙」が新たに東アジア反日武装戦線に参加し、三井物産の本社屋である物産館の爆破を連絡した。
10月14日午後1時過ぎ、物産館3階の電算機室が爆破され、16人の負傷者を出した。三菱重工爆破事件の教訓から、20分前に犯行予告の電話をし、爆弾の火薬の量を減らしたこと、また同建物も重厚な建築であったため、三菱ほどの被害は出なかった。

## その後の三井物産本社ビル
事件後、物産館は、警視庁本部の立替工事中（1977年～1980年）に伴い、警視庁仮庁舎となるなど数奇な運命を辿っている。現在は取り壊されている。